# Елмор Джеймс
Е́лмор Джеймс (англ. Elmore James) справжнє ім'я: Е́лмор Брукс (англ. Elmore Brooks); 27 січня 1918, Річленд, Міссісіпі, США — 23 травня 1963, Чикаго, Іллінойс, США — американський блюзовий гітарист, співак, композитор, автор пісень, «король слайд-гітари».
Елмор Джеймс визначається тим, що одним із найперших почав використовувати прийом слайду на електрогітарі, — і залічується до найвпливовіших блюзових гітаристів післявоєнного періоду, оскільки його музика позначилася на творчості таких гітаристів як-от: Хаунд-Дог Тейлор, Джо Картер, Хоумсік Джеймс, Дж.Б. Хатто та ін. Замітний і тим, що вже в 1980 у числі найперших номінантів до Зали слави блюзу, а у 1992 і до Зали слави рок-н-ролу.

## Біографія

### Ранні роки

Рідкісне фото молодого Елмора Джеймса (1930-ті роки)

Елмор Брукс народився в округу Холмс, Міссісіпі, і був позашлюбною дитиною п'ятнадцятирічної Леоли Брукс, котра працювала фермером на плантації; ім'я батька — невідоме. Його мати одружилась з Джо Віллі Джеймсом — і Елмор отримав прізвище вітчима. Родина Джеймсів у пошуках кращого заробітку постійно переїжджала з округу в округ та в місті Кантон Джеймси усиновили сироту Роберта Ерла Холстона, однолітка Елмора. Хлопчики допомагали батькам на фермі, а у вільний час займалися майструванням музичних інструментів, намагаючись на них грати; згодом почали навчатися гри на гітарі у Аджана Вілсона, який мешкав біля місцевої плантації в Тчулі. У свої 12 років Елмор уже грав на власноруч змайстрованій однострунній гітарі пісню «Бо Діддлі» — і юнаком Елмор виступав у місцевих клубах під псевдонімами «Клінхед» та «Джо Віллі Джеймс».

### Перші виступи
Уже в 1930-х роках Джеймс познайомився з легендарними Робертом Джонсоном та Санні Бой Вільямсоном. У Джонсона Елмор перейняв техніку та стиль виконання, а також пісню «Dust My Broom» (понині цей факт залишається недоведеним: історики не знають, хто саме написав пісню — Джонсон чи Джеймс. Елмору було 20, коли Джонсон записав цю композицію). Як і на творчість Джонсона так і на Джеймса значною мірою вплинула музика Кокомо Арнольда та Тампи Ред. Вільямсон та Джеймс часто співпрацювали, гастролюючи разом. Їхній найвдаліший виступ відбувся під час радіо-шоу KFFA King Biscuit Flour у Вест-Хелені, Арканзас. В 1937 році Джеймс одружився з Джозефіною Харріс. У них народилось троє дітей.

### Служба у війську
24 липня 1943 року Джеймса призвали до армії: впродовж Другої світової війни служив у Військово-морських силах США — і навіть брав участь у воєнних діях під час окупації острову Гуам японськими військами. Повернувшись з армії в Белзоні у 1945 році, Джеймс дізнався про переїзд матері до Чикаго і про відкриття в Кантоні братом Робертом Холстоном ремонтної радіомайстерні: він вирішив переїхати до брата та допомагати тому лагодити радіоприймачі. Удень він працював у Роберта, а ввечері грав із піаністом Віллі Лавом у місцевих тавернах та барах, вдосконалюючи свою майстерність. У 1947 році переїхав до Мемфісу, де почав грати зі своїм кузеном Джеймсом «Хоумсік» Вільямсоном на вулиці Біл-стріт, відомою своїми блюзовими клубами. У цей час у Джеймса з'явилися серйозні проблеми з серцем.

### Музична кар'єра

#### «Dust My Broom» та брати Біхарі

«Dust My Broom» — перший сингл Елмора Джеймса. Цей запис визнаний класикою блюзу та обраний до Зали слави блюзу у 1983 р.

У січні 1951 року Елмор Джеймс разом з Джо Віллі Вілкінсом, Віллі Лавом та Джо Дайсоном отримали запрошення взяти участь у записі першої композиції Санні Бой Вільямсона «Eyesight to the Blind» для лейблу Trumpet Records. Протягом першого півріччя він постійно брав участь у записах інших пісень Вільямсона, а вже 5 серпня 1951 року Елмор Джеймс записав свою першу пісню «Dust My Broom» (слухатиⓘ), яка одразу ж стала хітом та принесла славу музиканту. У записі пісні допомогли йому Санні Бой Вільямсон (гармоніка), Леонард Вер (бас) та Фрок О'Делл (ударні). У той час Джеймс проживав разом з Вільямсоном і його дружиною Метті на Норт-Феріш-стріт в Джексоні. Засновниця та власниця студії «Trumpet» Лілліан Макмаррі на іншій стороні платівки вирішила випустити композицію Бобо Томаса «Catfish Blues», але обидві пісні приписувались лише одному Джеймсу. В квітні 1952 року «Dust My Broom» (Trumpet 146) посіла 9 місце в ритм-енд-блюзовому чарті Billboard Black Singles. Це був єдиний запис для Джеймса на студії Trumpet — через непорозуміння з Санні Бой Вільямсоном, яке виникло під час сесії, музикант більше ніколи не записувався на цьому лейблі.
На початку 1952 року Джо Біхарі, один з братів Біхарі, які очолювали лос-анджелеську студію звукозапису Modern Records, завітав до нічного клубу в Кантоні, в якому виступав Джеймс, записав його виступ, — і запропонував Джеймсу підписати контракт. Пропозиції Елмор прийняти не зміг поки не закінчиться дія контракту з Trumpet. Наприкінці 1952 року Джеймс залишив «Trumpet» та влаштувався до нещодавно заснованої студії звукозапису Meteor Records, випустивши свій другий сингл «I Believe» (кавер-версія «Dust My Broom»)/«I Held My Baby Last Night» (Meteor #5000), який виявився не менш успішним ніж попередня його робота — в лютому 1953 року платівка знов посіла 9 місце в ритм-енд-блюзовому чарті Billboard. В записі синглу Джеймсу допоміг його новостворений гурт The Broomdusters, який виступав у такому складі: Дж. Т. Браун (тенор-саксофон), Літтл Джонні Джонс (фортепіано) та Оді Пейн (ударні).
Випустивши ще один сингл «Baby, What's Wrong»/«Sinful Women» для Meteor, Джеймс перейшов на філію Modern Flair Records. На цьому лейблі він записав свою наступну платівку «Early In The Morning»/«Hawaiian Boogie», яка вийшла в червні 1953. Впродовж наступних років Джеймс регулярно записувався на лейблі — єдиним винятком була сесія для компанії Checker Records James яка увінчалась виходом платівки «Country Boogie»/«She Just Won't Do Right» в 1953 році. В тому ж році Джеймса постійно запрошували як сесійного музиканта до студії друзі, щоб взяти участь у записах їхніх пісень: це платівки Джуніора Веллса «Cut That Out»/«Eagle Rock», «Hodo Man»/«Junior's Wail» та «Tomorrow Night»/«So All Alone» для лейблу States, Літтл Джонні Джонса «Dirty by the Dozen»/«I May Be Wrong» для Flair, Біг Джо Тернера «TV Mama»/«Oke-She-Moke-She-Pop» для Atlantic, який став великим хітом для Тернера.
Наприкінці 1953, отримавши зарплатню Джеймс придбав собі автомобіль і повернувся додому в Кантон. В 1954 році Джеймс переїхав до Атланти та найняв Отіса Ілі своїм менеджером. В цей час Джеймс записувався в студіях Нового Орлеану та Лос-Анджелесу для Flair, на якому загалом вийшло 10 синглів музиканта. Лейбл закрився в 1955 році, останньою платівкою якого став сингл Джеймса «Blues Before Sunrise»/«Goodbye Baby». Дія контракту з братами Біхарі закінчилась у 1956 і вони вирішили не продовжувати його з музикантом. В цей час Джеймс, не маючи постійної роботи, був вимушений грати в різних клубах країни: «Sylvio's» в Чикаго, «Club Alex» в Кі-Ларго та ін. В 1957 році, Мел Лондон, засновник та власник чиказької студії звукозапису Chief Records, підписав з Джеймсом контракт. На цьому лейблі Джеймс зробив дуже вдалі записи, серед найбільших хітів були «The 12 Year Old Boy», «It Hurts Me Too», «Cry for Me Baby» та інструментальна композиція «Elmore's Contribution to Jazz». Через хворобу серця Джеймс поїхав назад додому в Кантон і поверунвся до Чикаго лише у листопаді 1959.

### Останні роки

#### «Fire Records» та Боббі Робінсон

«The Sky Is Crying» — була визнана класикою блюзу та обрана до Зали слави блюзу у 1991 р.

В 1959 році контракт з Джеймсом підписав Боббі Робінсон, продюсер та власник нью-йоркської студії звукозапису Fire Records. Робінсон вперше дізнався про Елмора Джеймса після виходу «Dust My Broom» в 1951. Коли вийшла ця платівка, Робінсон очолював лейбл Bobby's Records, студія якого знаходилась поблизу славнозвісного театру Аполло в Гарлемі, Нью-Йорк. Робінсон потім згадував: «По понеділкам та вівторкам я зазвичай прослуховував різні записи в пошуках нових талантів. Я слухав їх та робив деякі записи, особливо якщо мені подобалась певна платівка. Коли до моїх рук потрапила „Dust My Broom“ я навіть і гадки не мав хто її виконавець. Я прослухав її один раз, потім зупинив програвач, щоб глянути на ім'я співака і увімкнувши програвач я її прослуховував декілька разів поспіль, знов і знов.»
Згодом Робінсон дуже здивувався, коли дізнався, що це був дебютний запис для Елмора Джеймса і забажав бачити хлопця у себе в студії. Однак в той час Джеймс вже підписав контракт з братами Біхарі, а Робінсон продовжив випускати платівки інших музикантів. В 1959 році як тільки Робінсон дізнався, що у Джеймса немає контракту з жодною студією, він одразу ж вирушив до Чикаго на пошуки музиканта.
«Я взяз з собою декількох хлопців, — говорив Робінсон, — і коли ми приїхали в місто, ми оселились в готелі, а сам я поїхав шукати Джеймса. Побувавши майже в усіх клубах, я раптом помітив вивіску, на якій було написано — „Сьогодні у нас виступає Елмор Джеймс“. Коли я її побачив, я подумав, що це та сама людина, яку я розшукую. Я прийшов туди о шостій вечора, — продовжував Робінсон, —  і клуб був вже переповнений. На сцені з'явились три музиканти: один сів за ударну установку, другий взяв бас-гітару, а третій сів на стілець з електрогітарою. Я одразу попрямував до нього і сказав, що шукаю Елмора Джеймса, а він мені відповів, що він і є той самий Елмор Джеймс.»
Після виступу Робінсон підійшов до Джеймса та запропонував підписати контракт з лейблом Fire. 3 листопада 1959 в Чикаго була записана класична композиція «The Sky Is Crying» (), яка в 1960 посіла 15 місце в ритм-енд-блюзовому чарті Billboard. Робінсон продовжив записувати Джеймса впродовж наступних років вже в своїй нью-йоркській студії Beltone Studios. Серед найвідоміших пісень були «Rollin' and Tumblin'» (слухатиⓘ)/«I'm Worried» (слухатиⓘ) (Fire 1024), «Look on Yonder Wall»/«Shake Your Moneymaker» (Fire 504), «Strange Angels» (слухатиⓘ), «I Can't Stop Loving You» (слухатиⓘ), які вийшли на синглі, втім не потрапили до хіт-параду. В записі Джеймсу допомагав студійний гурт, який складався з Денні Мура (бас-гітара), Пола Вільямса (тенор-саксофон) Джонні Ейса (фортепіано), Ріффа Раффіна (гітара) та Джонні Вільямса (ударні). В 1961 році вийшов перший альбом Blues After Hours на лейблі Crown. За чотири роки співпраці з Джеймсом Робінсон запив понад 50 пісень, більшість з яких вийшли на синглі.

#### Смерть

Надгробний камінь Елмора Джеймса

У 1963 в Джеймса погіршився стан здоров'я, внаслідок чого він відмовився від запланованих турів. У Чикаго,
24 травня 1963 року Джеймса стався інфаркт, перед туром до Європи в рамках Американського фолк-блюзового фестивалю.
Музикант помер на 45-му році життя. Витрати на поховання взяв на себе чиказький діджей Біг Білл Хілл.
Музиканта поховали на цвинтарі баптистської цервки в Ньюпорті, округ Холмс, штат Міссісіпі. Надгробний камень на могилі Джеймса встановлено 10 грудня 1992 року на кошти власника Capricorn Records Філа Волдена. На лицьовій стороні чорного граніту — бронзове скульптурне зображення Джеймса з гітарою та підписом висіченому в камені: «The King of the Slide Guitar» (укр. Король слайд-гітари). На зворотній стороні — рядок пісні «The Sky Is Crying» (укр. Плачуть небеса): «The Sky Is Cryin'… Look at the Tears Roll Down the Street» (укр. Плачуть небеса... Поглянь, як сльози течуть по вулиці).
Продюсер Боббі Робінсон опісля згадував той день: «Я не бачив як він помер, і коли дізнався про це, я був дуже засмучений.»
Кузен Елмора Хоумсік Джеймс, який із ним жив, розповідав: «Він сидів на стільці та одягався, тому що збирався їхати до клубу. Інші музиканти чекали на нього в авто. І раптом він відчув біль та впав на підлогу. Він вже пережив один серцевий напад і я зрозумів, що Елмор мертвий. Це було шоком і великою втратою для всіх нас»
Після смерті Джеймса Робінсон заснував студію звукозапису «Enjoy Records» та випустив старий матеріал співака, записаний на різних лейблах. Навесні 1965 композиція «It Hurts Me Too» (Enjoy 2015) посіла 15 сходинку в хіт-параді Billboard.

## Вплив
Музика та стиль Елмора Джеймса значною мірою вплинули на багатьох слайд-гітаристів. Його музика позначилась на творчості таких виконавців як-от: Хаунд-Дог Тейлор, Джо Картер, Хоумсік Джеймс (старший кузен Елмора, який грав у гурті The Broomdusters з 1957 року та взяв участь у більшості записів брата) Дж.Б. Хатто, Джон Літтлджон та ін. Музика Джеймса також надихала і рок-гітаристів, зокрема Браєна Джонса з The Rolling Stones та Джеремі Спенсера із гурту Fleetwood Mac.
Американський рок-гурт The Allman Brothers Band записали кавер-версії пісень Джеймса «Done Somebody Wrong» та «One Way Out», а лідер колективу Дуейн Оллмен вважав Джеймса тим музикантом, музика якого найбільше вплинула на його творчість. Пісні Джеймса завжди були включені до концертного репертуару гурту Стіві Рей Вона Stevie Ray Vaughan and Double Trouble. Найпопулярнішою була класична композиція «The Sky Is Crying», яку спочатку записав товариш Джеймса Альберт Кінг для свого альбому 1969 року Years Gone By, а згодом Воен скопіював варіант Кінга. Інші відомі версії цієї пісні записали такі виконавці: Ерл Хукер записав для свого другого альбому 1969 року Don't Have to Worry, Ерік Клептон для альбому 1975 року There's One in Every Crowd та Джордж Торогуд для другого альбому 1978 року Move It On Over.
Однак найбільше грою Джеймса захоплювався Джимі Хендрікс. На початку своєї кар'єри він себе величав як «Моріс Джеймс» та «Джимі Джеймс». На думку члена гурту Хендрікса The Jimi Hendrix Experience Лонні Янґблада, це було в знак шани блюзмену. Хендрікс виконав пісню Джеймса «Bleeding Heart» під час концерту в Альберт-холлі в 1969 році та під час концерту в Філмор-Іст в 1970 з гуртом Band of Gypsys, а також записав дві різні студійні версії пісні. Хендрікс та Band of Gypsys виконали «The Sky Is Crying» під час своєї найвідомішої джем-сейшн в рамках поп-фестивалю в Ньюпорті 22 червня 1969 року.
У 1982 році Ерік Бердон написав пісню «No More Elmore», в якій розповідається про вплив Джеймса на музиканта.
Ім'я Джеймса згадується в пісні «For You Blue» гурту The Beatles: коли Джон Леннон грає на слайд-гітарі Джордж Харрісон каже Elmo James go nothing on this baby.
Серед інших відомих музикантів та гуртів, що записували пісні — Grateful Dead, Джон Праймер, Біллі Ґіббонс та інші.

## «Міссісіпська стежка блюзу»
Місто Кантон, штат Міссісіпі, яке асоціюється насамперед із найвідомішим його резидентом Елмором Джеймсом, було офіційно внесено в список визначних місць розвитку блюзу — «Міссісіпської стежки блюзу». Джеймс працював у ремонтній радіомайстерні на вулиці Хікорі-стріт, у якій допомагав братові лагодити радіоприймачі. На цій вулиці встановлено пам'ятний знак «Міссісіпської стежки блюзу» як вияв шани вагомого внеску Джеймса в розвиток блюзу в штаті Міссісіпі.

Під час урочистої події, губернатор штату Міссісіпі Хейлі Барбер, виступив з промовою:

## Досягнення і нагороди
- Елмор Джеймс був в числі найперших номінантів до Зали слави блюзу, до якої його урочисто обрано у 1980 році.
- В 1983 запис Джеймса «Dust My Broom» зроблений на Trumpet Records у 1951 році було занесено до Зали слави блюзу в номінації Класичний блюзовий запис — сингл/пісня.
- В 1988 Альбом-компіляція The Original Flair & Meteor Sides, який вийшов на лейблі Ace Records було занесено до Зали слави блюзу в номінації Класичний блюзовий запис — альбом.
- В 1991 запис Джеймса «The Sky Is Crying» зроблений на Fire Records у 1959 році було занесено до Зали слави блюзу в номінації Класичний блюзовий запис — сингл/пісня.
- В 1992 році Джеймс був обраний до Зали слави рок-н-ролу.[17]
- У 2014 році Бібліотека Конгресу США включила «Dust My Broom» (1951) Джеймса у Національний реєстр аудіозаписів, як такий, що «має культурне, історичне або естетичне значення».

## Дискографія

### Офіційні альбоми-компіляції
- 1960 Blues After Hours (Crown)
- 1964 Original Folk Blues (United)
- 1965 I Need You (Sphere Sound)
- 1968 Something Inside of Me (Bell)
- 1968 The Late Fantastiacally Great (Ember)
- 1968 Tough (Blue Horizon)
- 1969 Blues in My Heart, Rhythm In My Soul (Custom)
- 1969 Whose Muddy Shoes (MCA/Chess)
- 1984 The Original Meteor & Flair Sides (Ace)
- 1991 Dust My Blues (Globe)